# Auguste Nobou
Auguste Nobou (* 29. Januar 1928 in Aboisso, Französisch-Westafrika; † 12. Oktober 2006) war ein ivorischer römisch-katholischer Geistlicher und Erzbischof von Korhogo.

## Leben
Auguste Nobou empfing am 5. Juni 1959 das Sakrament der Priesterweihe für das Bistum Bouaké.
Am 15. Oktober 1971 ernannte ihn Papst Paul VI. zum ersten Bischof von Korhogo. Der Erzbischof von Abidjan, Bernard Yago, spendete ihm am 9. Januar 1972 in Korhogo die Bischofsweihe; Mitkonsekratoren waren der Bischof von Bouaké, André-Pierre Duirat SMA, und der Bischof von Katiola, Emile Durrheimer SMA.
Auguste Nobou wurde am 19. Dezember 1994 infolge der Erhebung des Bistums Korhogo zum Erzbistum erster Erzbischof von Korhogo. Am 25. September 2003 nahm Papst Johannes Paul II. das von Auguste Nobou aus Altersgründen vorgebrachte Rücktrittsgesuch an.